# Basisakkoord van Erdut

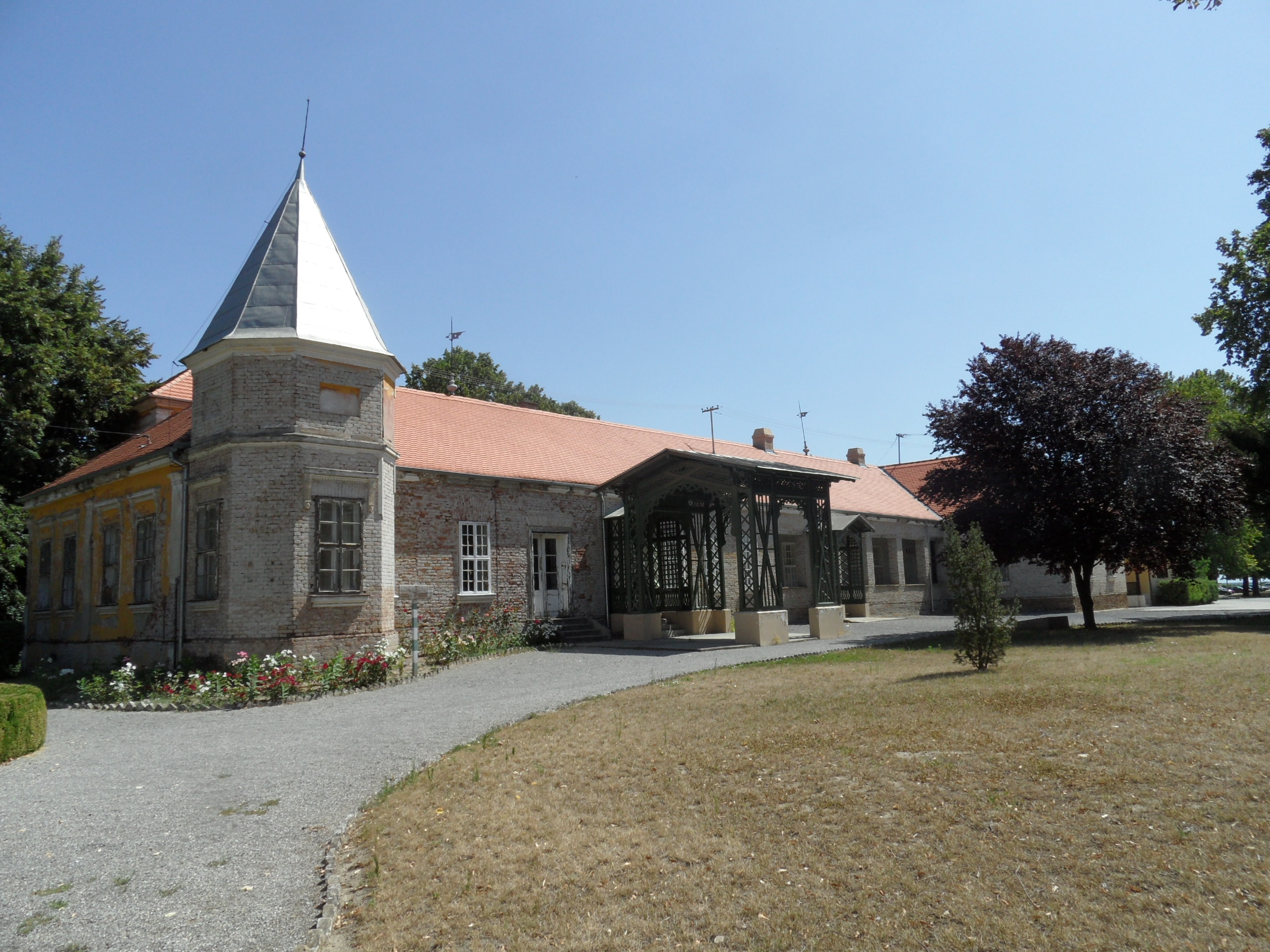
Kasteel van Adamovich-Cseh, waar het akkoord is ondertekend.

Het basisakkoord van Erdut werd gesloten op 12 november 1995 tussen de tussen de Federale Republiek Joegoslavië en Kroatië. Het akkoord voorzag erin dat Oost-Slavonië, het enige deel van de Republiek Servisch Krajina, dat het Kroatische leger na Operatie Storm niet had heroverd, op termijn bij Kroatië zou gaan horen. Namens de internationale gemeenschap ondertekenden Thorvald Stoltenberg en Peter Galbraith, de VS-ambassadeur in Kroatië, als getuigen het akkoord.
In het akkoord werd een overgangsbestuur overeengekomen dat bestond uit vertegenwoordigers van de regering van Kroatië, etnische Serviërs, de bevolking en minderheden. De leiding en verantwoordelijkheid kwam in handen van generaal Jacques Klein, de Transitional Administrator voor Oost-Slavonië van de Verenigde Naties. Het overgangsbestuur was voor de duur van een jaar. Op verzoek van een van de betrokken partijen bestond er de mogelijkheid tot verlenging met maximaal één jaar. Daarna zou de soevereiniteit over het gebied weer toevallen aan Kroatië.